# Traiectum ad Mosam
Traiectum ad Mosam (łac. Dioecesis Mosae Traiectensis) – stolica historycznej diecezji w Holandii, erygowanej w roku 530, a włączonej w roku 720 w skład diecezji Liège.
Współczesne miasto Maastricht w prowincji Limburgia w Holandii. Obecnie katolickie biskupstwo tytularne ustanowione w 1970 przez papieża Pawła VI.

## Biskupi tytularni
| Lp. | Biskup              | Funkcja                                | Od              | Do               |
| --- | ------------------- | -------------------------------------- | --------------- | ---------------- |
| 1   | Petrus Moors        | emerytowany biskup Roermond (Holandia) | 29 grudnia 1970 | 16 września 1980 |
| 2   | Joannes Gijsen      | emerytowany biskup Roermond (Holandia) | 3 grudnia 1993  | 24 maja 1996     |
| 3   | Marco Pérez Caicedo | biskup pomocniczy Guayaquil (Ekwador)  | 10 czerwca 2006 | 10 lutego 2012   |
| 4   | Waldemar Sommertag  | nuncjusz apostolski                    | 15 lutego 2018  |                  |